# Boreostereum borbonicum
Boreostereum borbonicum är en svampart som beskrevs av Boidin & Gilles 2000. Boreostereum borbonicum ingår i släktet Boreostereum och familjen Gloeophyllaceae.   Inga underarter finns listade i Catalogue of Life.